# Diavares
Els Diavares o Diawares són una població d'Àfrica de l'oest que viuen principalment a Mali.

## Orígens
Els diavares agafen el seu nom genèric de "diamou" (que significa nom en manding) que hauria estat originalment donat al seu ancestre en circumstàncies particulars.
Els diavares pertanyen al grup ètnic dels soninké, i parlen la mateixa llengua.

## Efectius
Els diavares són poc nombrosos, algunes desenes de milers d'individus només, però avui són presents en diversos països de l'Àfrica de l'oest on viuen generalment en comunitats molt homogènies i sobretot comerciants.

## Localització
Els diavares són presents al Kingui (cercle de Nioro) i el Bakhounou (cercle de Nara), respectivament feus dels diavares-sagoné i dels diavares-dabora.

## Caractéristiques
Les seves colònies formades per migracions voluntàries o per raons de guerres exteriors o per les dissensions al si del grup primitiu, es troben al mig de les terres habitades pels sarakholés del Guidimakha i del Gadiaga, pels bambares en el cercle de Kayes, pels khassoakés en el cercle de Bafoulabé, tots molt més nombrosos que ells per la qual cosa han adoptat, per mimetisme, els costums d'aquests pobles sense per tant perdre la seva originalitat ètnica.

## Història
Els diavares van ser els amos d'un regne que s'estenia al moment del seu apogeu del Ouagadou (Ghana) a les vores del riu Senegal i del Hodh (Mauritània) a les ribes del Baoulé (cercle de Kolokani- Mali) després d'haver vençut els soninké, de la poderosa aglomeració de Diâra, l'imperi del Tekrur (Futa senegalès) i els bambares massassi del Kaarta.
Van ser sotmesos per primera vegada al segle xix, pels tuculors Al-Hadjdj Umar Tall després de la derrota del seu Kourougoumé (generalíssim) Biranté Karounga Diawara.
Però segles de combats i de lluites intestines van acabar per reduir a poc a poc l'extensió del seu territori, limitat finalment al Nord pel Hodh (malià i maurità), al sud pels contraforts del Kaarta, a l'est pel Bélédougou i a l'Oest pel Diafounou.
Així confinats en aquest domini territorial reduït, els diavares van poder preservar els seus costums ancestrals.